# Achmat Kadyrov
Achmat Abdulchamidovitj Kadyrov (Ахмат Абдулхамидович Кадыров), född 23 augusti 1951 i Qaraghandy, Kazakstan (i dåvarande Sovjetunionen), död 9 maj 2004 i Groznyj, Tjetjenien (mördad), var en tjetjensk mufti som var administrativ ledare i Tjetjenien samt Tjetjeniens president från den 5 oktober 2003 till sin död.
Kadyrov regerade med stöd av Putinregeringen i Moskva och de ryska styrkorna i Tjetjenien.
Kadyrov omkom efter ett bombattentat mot Bilimchanovastadion den 9 maj 2004 under firandet av den sovjetiska segern över Nazityskland i andra världskriget.
Han var far till Ramzan Kadyrov, Tjetjeniens president sedan 2007.
1. ↑  hämtat från: ukrainskspråkiga Wikipedia.[källa från Wikidata]